# Brioude
Brioude [bʁijud] ist eine französische Stadt im Département Haute-Loire in der Region Auvergne-Rhône-Alpes. Die Stadt hat 6523 Einwohner (Stand 1. Januar 2022) und ist Sitz der Unterpräfektur (französisch Sous-préfecture) des Arrondissements Brioude, sie ist Hauptort (französisch: chef-lieu) des Kantons Brioude.

## Geographie

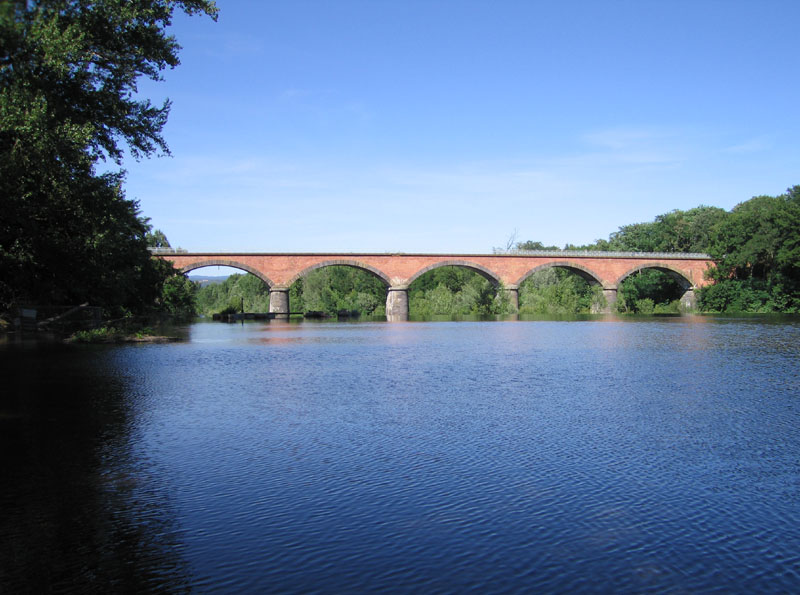
Bahnbrücke Viaduc de la Bageasse über den Allier

Sie liegt etwa 70 Kilometer südlich von Clermont-Ferrand im Zentralmassiv. Die Lage auf einer Terrasse oberhalb des Flusses Allier erwies sich als günstig für Handel und Wandel.

## Geschichte

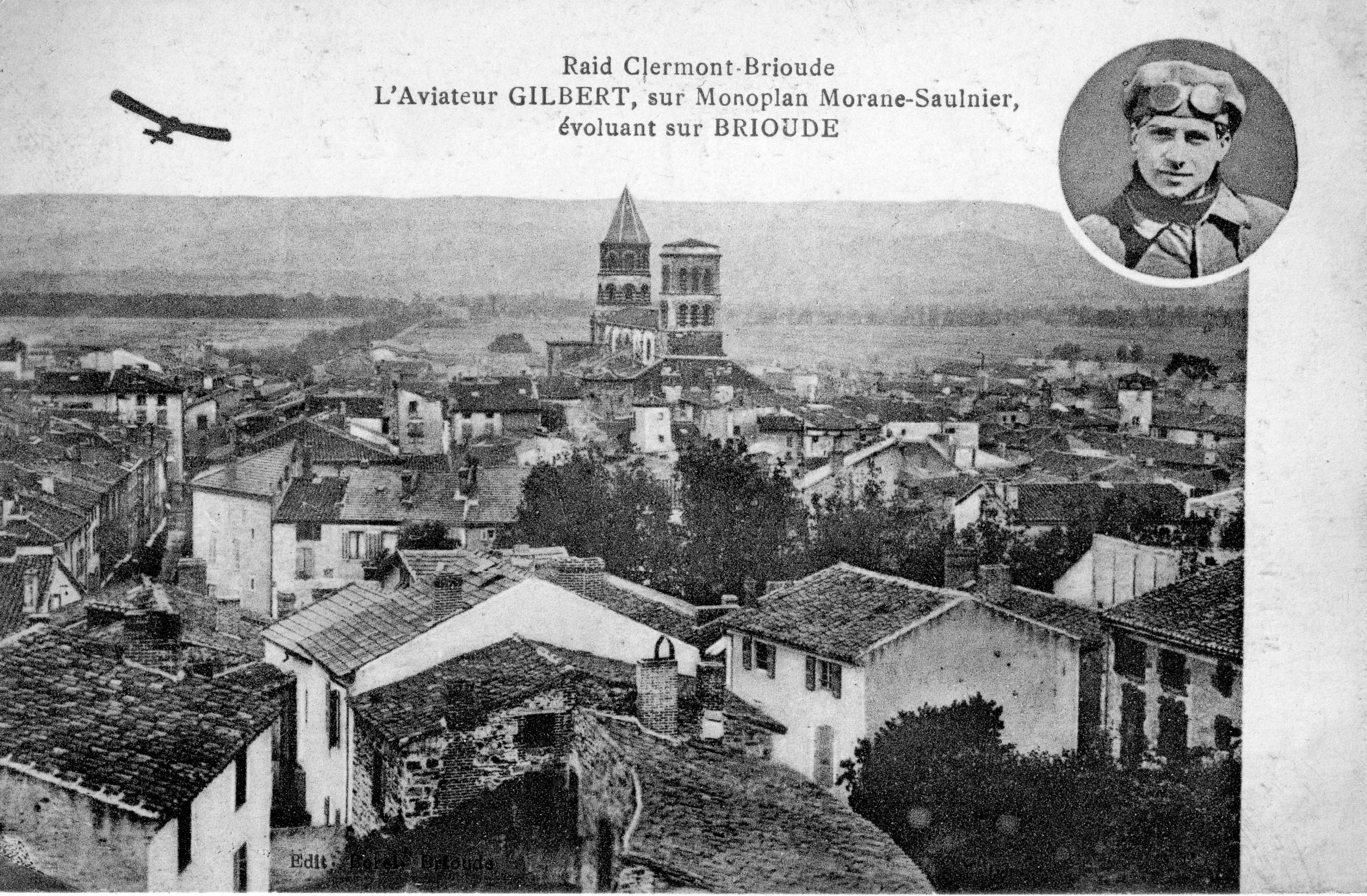
Blick über die Altstadt (1912)

Die Geschichte von Brioude reicht bis in die gallo-römische Zeit zurück. St. Julien, ein römischer Soldat, der sich zum Christentum bekannte, soll dort angeblich im Jahr 304 den Märtyrertod erlitten haben. Gregor von Tours berichtet, dass sich in der Gemeinde auch die letzte Ruhestätte des weströmischen Kaisers Avitus (455–456) befand. Seit dem 6. Jahrhundert entwickelte sich Brioude zu einem bedeutenden Wallfahrtsort. Der Überlieferung nach war der Ort 656 im Besitz der Kirche von Reims (Stratmann no. 14). Es ist auch eine Schenkung von 748/68 überliefert (Rabanis, no. 002). Eine gesicherte urkundliche Erwähnung findet sich in einer Besitzbestätigung Kaiser Ludwigs des Frommen von 100 Mansen an die Kirche St. Julian in Brioude (Regesta Imperii I, Nr. 797). Diesen Grundbesitz bestätigten die Könige Pippin I. 836 (D Pippin I no. 015) und Karl II. 874 (D Caroli Calvi no. 251). Die Herzöge von Aquitanien erhoben den Ort zeitweilig zu ihrem Hauptsitz. Vom 11. bis zum 12. Jahrhundert blühte die Wallfahrt zum Grab des Heiligen Julian. 1049 bestätigte Papst Leo IX. persönlich dem Stift Brioude freie Abtwahl (Regesta Imperii III, 523). Papst Clemens III. selbst gestattete 1187/91 dem Probst des Stiftes die eigenmächtige Weitergabe verwaister Ländereien (Regesta Imperii IV, Nr. 1133). 1854 kam sogar König Karl VI. zur Wallfahrt hierher. 1957 wurden im Obergeschoss der Wallfahrtskirche bedeutende Fresken freigelegt (Craplet, Romanische Auvergne, 1992). Wilhelm der Fromme, Gründer des Klosters Cluny, fand in der Basilika Saint-Julien seine letzte Ruhestätte. In der Mitte des 18. Jahrhunderts wickelte der Räuber Louis Mandrin aus der Dauphiné in Brioude teilweise seine zweifelhaften Geschäfte ab.

## Bevölkerungsentwicklung
| Jahr                       | 1962 | 1968 | 1975 | 1982 | 1990 | 1999 | 2010 | 2017 |
| Einwohner                  | 6184 | 7195 | 7773 | 7483 | 7285 | 6820 | 6664 | 6721 |
| Quellen: Cassini und INSEE |      |      |      |      |      |      |      |      |

## Kultur und Sehenswürdigkeiten

### Sehenswürdigkeiten

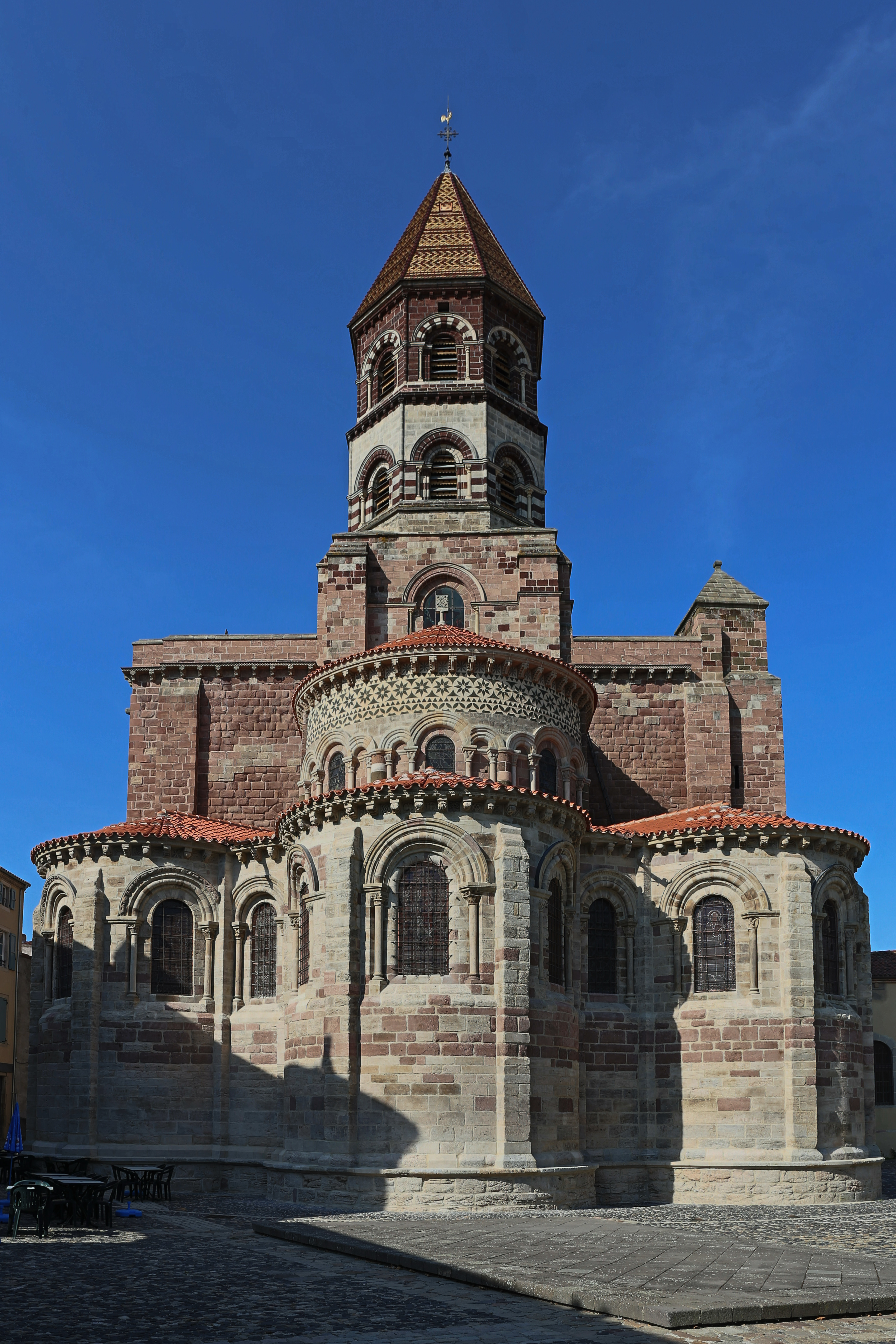
Basilika Saint-Julien

Die wichtigste Sehenswürdigkeit des Ortes stellt die Basilika St. Julien dar, die vorwiegend romanischen Ursprungs ist. Dies sieht man schon an der äußeren Form der geduckten Türme, mehr noch aber an den Rundbögen und maurischen rot-weiß-gestreiften Säulen im Inneren der Kirche. Auf der Empore finden sich interessante mittelalterliche Fresken, die allerdings eher aus der Zeit der Gotik stammen.
Die Altstadt hat außerdem noch einige malerische Häuser aus dem Mittelalter aufzuweisen.

### Museen
Ein Stadtpalais aus dem 15. Jahrhundert beherbergt das Hôtel de la Dentelle, ein Museum für Spitzenklöppelei. In der Espace Notre-Dame hinter der Basilika befindet sich eine archäologische und stadtgeschichtliche Ausstellung. Das Aquarium - Maison du Saumon et de la Rivière beschäftigt sich mit Lachsen und anderen Flusstieren des Allier.

## Wirtschaft und Infrastruktur

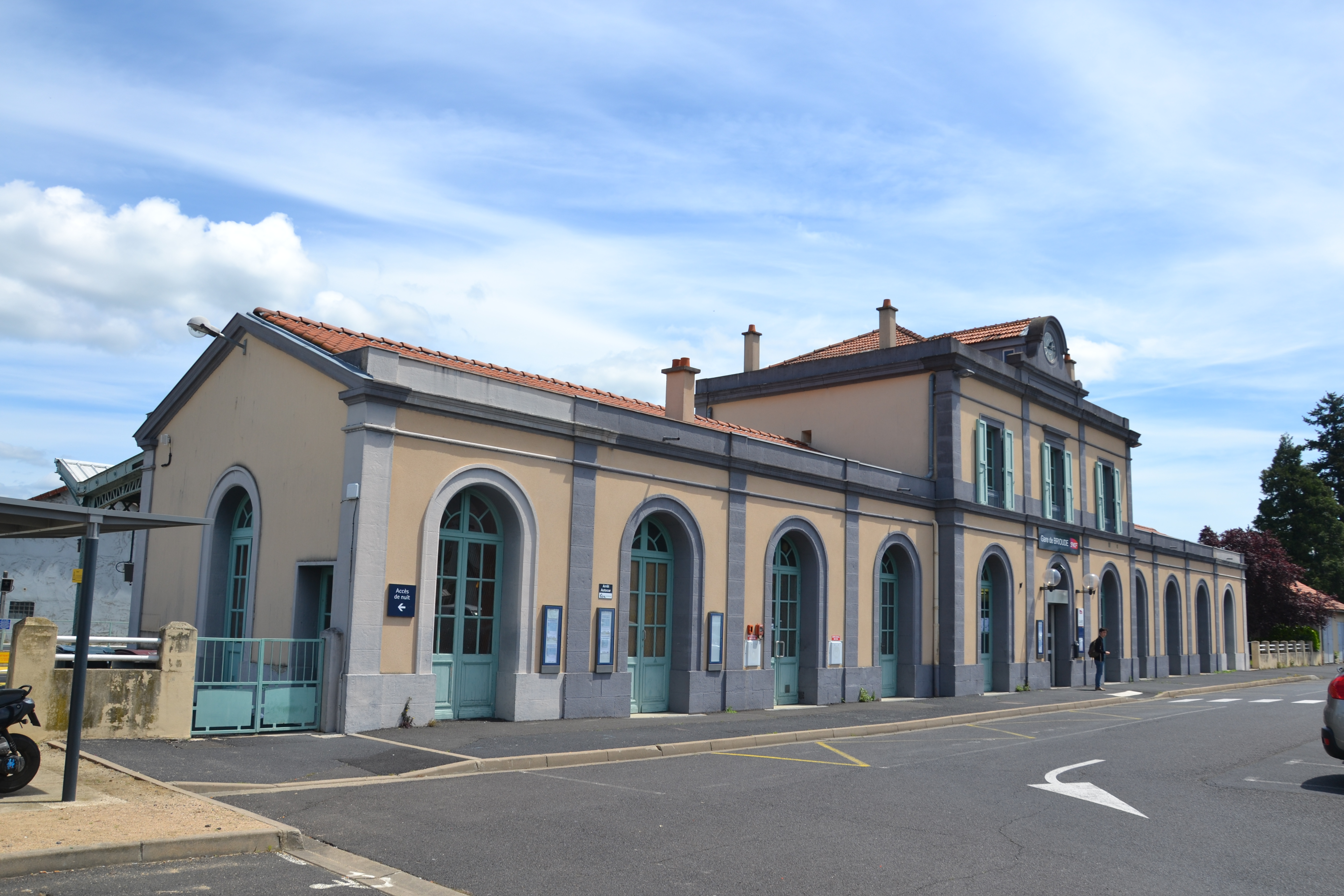
Empfangsgebäude des Bahnhofs

Brioude ist heute ein Verwaltungs- und Dienstleistungszentrum für die mittlere Auvergne und verfügt über ein großes Schulzentrum.

### Verkehr
Brioude hat einen Bahnhof an der Bahnstrecke Saint-Germain-des-Fossés–Nîmes, der am 1. Mai 1857 von der Compagnie du chemin de fer Grand-Central de France eröffnet wurde. Aktuell wird er von Regionalzügen des TER Auvergne-Rhône-Alpes der SNCF bedient.

## Sport
2013 war Brioude Zielort der 4. Etappe der 71. Rad-Fernfahrt Paris–Nizza.

## Städtepartnerschaften
Brioude ist durch Städtepartnerschaften verbunden mit
- Cardigan (Wales) im Vereinigten Königreich, seit 1972
- Laufen an der Salzach in Bayern, seit 1982
- Suzzara und Gonzaga in der Lombardei in Italien, seit 1995
- Moreira in der Metropolregion Porto in Portugal, seit 2007

In Brioude befindet sich außerdem das Lycée St. Etienne, die Partnerschule des staatlichen Gymnasiums in Heiligenstadt in Thüringen. Außerdem hat das Lycée La Fayette eine Schulpartnerschaft mit dem Geschwister-Scholl-Gymnasium in Taucha im Landkreis Nordsachsen.

## Persönlichkeiten
- Edmond Guyot-Dessaigne (1833–1907), Politiker
- Romain Bardet (* 1990), Radrennfahrer
- Amaury Pierron (* 1996), Mountainbikeprofi, Disziplin Downhill